# كسر العظم الحمصي
كسر العظم الحمصي (Pisiform fracture)هو كسر في العظم الحمصي في الصف الأول من الرسغ . تشمل الأعراض ألمًا في المعصم على جانب الأصبع الصغير.   وقد يحدث بالتزامن مع كسور أخرى في عظام الرسغ ، أو إصابة العصب الزندي، أو الشريان الزندي.  أما المضاعفات فقد تشمل التهاب المفاصل والنخر اللاوعائي.  
يرجع سبب الإصابة بالسكر الحمصي عمومًا لتعرض المعصم لضربة مباشرة، كما قد يحدث أثناء ممارسة الرياضة، أو السقوط على يد ممدودة، أو نتيجة إصابات متكررة.   وقد يحدث أيضًا ككسر قلعي.  الأنواع هي الكسر المستعرض، و الكسر المفتت و انحشار العظم الثلاثي و الحمصي.  يتم التشخيص بشكل عام عن طريق الأشعة السينية، على الرغم من أنه قد تكون هناك حاجة لآراء محددة.  و قد يتم فحص الأشعة المقطعية للعظام لاستبعاد الإصابات الأخرى. 
قد يشمل العلاج على استخدام جبيرة العظام لمدة 4 إلى 6 أسابيع أو الجراحة.   قد تتضمن الجراحة وضع المسمار أو إزالة العظم الحمصي نفسه. و النتائج جيدة بشكل عام. 
تمثل كسور العظم الحمصي أقل من 2% من كسور عظام الرسغ.   وهو أندر عظمة رسغ مكسورة إلى جانب كسر شبه المنحرف .  تم وصف الكسر لأول مرة في عام 1908. 